# 蕨温泉
蕨温泉（わらびおんせん）は、長野県高山村にある信州高山温泉郷の温泉。

## 概要
日帰り浴場1、旅館1、蕎麦店1、直売所1がある。村営の日帰り浴場「ふれあいの湯」は、昭和63年（1988年）の開業以来、料金は400円で人気がある。泉質：NaCa塩化物硫酸塩泉、源泉:56度、効能：神経痛・筋肉痛・関節痛・五十肩

## アクセス
- 上信越道須坂長野東ICより14km30分
- JR長野駅 → (長野電鉄/25分)→ 須坂駅 → (山田温泉行きバスまたはタクシー25分)

## 周辺スポット
- 信州高山温泉郷
- 松川渓谷
- 雷滝
- 八滝
- シダレザクラ（枝垂れ桜）（村内各地）
- 歴史公園信州高山一茶ゆかりの里一茶館